# Болани Дојчин
Болани Дојчин је југословенски телевизијски филм из 1972. године. Режирао га је Ђорђе Кадијевић који је написао и сценарио. 

## Улоге
| Глумац                   | Улога  |
| ------------------------ | ------ |
| Душан Јанићијевић        | Дојчин |
| Љерка Драженовић         |        |
| Јован Јанићијевић Бурдуш |        |
| Гизела Вуковић           |        |
| Александар Гаврић        |        |
| Тома Курузовић           |        |
| Јанез Врховец            |        |
| Мирослав Читаковић       |        |

Остале улоге ▼
| Глумац                  | Улога |
| ----------------------- | ----- |
| Богољуб Новаковић       |       |
| Славољуб Плавшић Звонце |       |
| Чедомир Радовић         |       |
| Милутин Савић           |       |
| Петар Спајић            |       |
| Миња Војводић           |       |